# Dubai Tennis Championships 2007 - Qualificazioni singolare maschile
Le qualificazioni del singolare maschile del Dubai Tennis Championships 2007 sono state un torneo di tennis preliminare per accedere alla fase finale della manifestazione. I vincitori dell'ultimo turno sono entrati di diritto nel tabellone principale. In caso di ritiro di uno o più giocatori aventi diritto a questi sono subentrati i lucky loser, ossia i giocatori che hanno perso nell'ultimo turno ma che avevano una classifica più alta rispetto agli altri partecipanti che avevano comunque perso nel turno finale.
Le qualificazioni del torneo Dubai Tennis Championships  2007 prevedevano 16 partecipanti di cui 4 sono entrati nel tabellone principale.

## Teste di serie
1. Rainer Schüttler (Qualificato)
2. Andreas Seppi (Qualificato)
3. Davide Sanguinetti (primo turno)
4. Simone Bolelli (primo turno)

1. Konstantinos Economidis (ultimo turno)
2. Oliver Marach (Qualificato)
3. Viktor Troicki (primo turno)
4. Younes El Aynaoui (primo turno)

## Qualificati
1. Rainer Schüttler
2. Andreas Seppi

1. Oliver Marach
2. Younes El Aynaoui

## Tabellone

### Legenda
| - Q = Qualificato - WC = Wild card - LL = Lucky loser | - ALT = Alternate - SE = Special Exempt - PR = Protected Ranking | - w/o = Walkover - r = Ritirato - d = Squalificato |

### Sezione 1
|  | Primo turno | Primo turno             | Primo turno             | Primo turno | Primo turno |  |  | Ultimo turno | Ultimo turno            | Ultimo turno            | Ultimo turno | Ultimo turno |  |
|  |             |                         |                         |             |             |  |  |              |                         |                         |              |              |  |
|  | 1           | Rainer Schüttler        | Rainer Schüttler        | 6           | 6           |  |  |              |                         |                         |              |              |  |
|  |             | Ahmad Rabeea Muhammad   | Ahmad Rabeea Muhammad   | 0           | 1           |  |  | 1            | Rainer Schüttler        | Rainer Schüttler        | 6            | 7            |  |
|  | 5           | Konstantinos Economidis | Konstantinos Economidis | 6           | 6           |  |  | 5            | Konstantinos Economidis | Konstantinos Economidis | 2            | 5            |  |
|  |             | Hamad Abbas Janahi      | Hamad Abbas Janahi      | 1           | 1           |  |  |              |                         |                         |              |              |  |

### Sezione 2
|  | Primo turno | Primo turno    | Primo turno   | Primo turno | Primo turno |  |  | Ultimo turno | Ultimo turno   | Ultimo turno   | Ultimo turno | Ultimo turno |  |
|  |             |                |               |             |             |  |  |              |                |                |              |              |  |
|  | 2           | Andreas Seppi  | Andreas Seppi | 6           | 6           |  |  |              |                |                |              |              |  |
|  |             | Tomáš Zíb      | Tomáš Zíb     | 2           | 3           |  |  | 2            | Andreas Seppi  | Andreas Seppi  | 6            | 6            |  |
|  |             | Viktor Troicki | 6             | 3           | 6           |  |  |              | Viktor Troicki | Viktor Troicki | 2            | 4            |  |
|  | 7           | Rik De Voest   | 4             | 6           | 3           |  |  |              |                |                |              |              |  |

### Sezione 3
|  | Primo turno | Primo turno        | Primo turno        | Primo turno | Primo turno |  |  | Ultimo turno | Ultimo turno  | Ultimo turno  | Ultimo turno | Ultimo turno |  |
|  |             |                    |                    |             |             |  |  |              |               |               |              |              |  |
|  |             | Rohan Bopanna      | Rohan Bopanna      | 7           | 6           |  |  |              |               |               |              |              |  |
|  | 3           | Davide Sanguinetti | Davide Sanguinetti | 5           | 3           |  |  |              | Rohan Bopanna | Rohan Bopanna | 4            | 2            |  |
|  | 6           | Oliver Marach      | Oliver Marach      | 6           | 6           |  |  | 6            | Oliver Marach | Oliver Marach | 6            | 6            |  |
|  |             | Karim Alayli       | Karim Alayli       | 0           | 2           |  |  |              |               |               |              |              |  |

### Sezione 4
|  | Primo turno | Primo turno       | Primo turno       | Primo turno | Primo turno |  |  | Ultimo turno      | Ultimo turno      | Ultimo turno      | Ultimo turno | Ultimo turno |  |
|  |             |                   |                   |             |             |  |  |                   |                   |                   |              |              |  |
|  |             | George Bastl      | 64                | 7           | 6           |  |  |                   |                   |                   |              |              |  |
|  | 4           | Simone Bolelli    | 7                 | 5           | 3           |  |  | George Bastl      | George Bastl      | George Bastl      | 4            | 4            |  |
|  |             | Younes El Aynaoui | Younes El Aynaoui | 6           | 6           |  |  | Younes El Aynaoui | Younes El Aynaoui | Younes El Aynaoui | 6            | 6            |  |
|  | 8           | Marco Chiudinelli | Marco Chiudinelli | 1           | 4           |  |  |                   |                   |                   |              |              |  |